# Goulot d'étranglement (production)
Pour l’article homonyme, voir Goulot d'étranglement.
Un goulot d'étranglement (ou goulet, parfois considéré comme plus correct) est en économie un blocage de la chaîne de production du fait d'un surplus inattendu de production. Le goulot ralentit la production et limite  les performances globales d'un flux de production d'une entreprise. 

## Concept

### Au niveau microéconomique
Le goulot d'étranglement, qu'on appelle aussi « ressource goulot », est défini par l'étape de production qui a la plus faible cadence dans un flux de production. Par exemple un potier fabrique un vase sur son tour en 30 minutes puis le place au four pendant 50 minutes. S'il produit en série ses éléments, il ne peut aller plus vite que le four, qui est alors la ressource goulot. Si le four permet de cuire deux vases à la fois, dans ce cas la fabrication est alors l'étape limitante.
Dans une entreprise de production, le bureau des méthodes est chargé de modéliser puis d'étudier les flux, afin d'améliorer la productivité globale.

### Au niveau macroéconomique
Un système économique dispose, à un moment donné, d'une capacité de production maximale. Dans cette situation de plein emploi des facteurs de production, le pays ne peut plus absorber d'augmentation de production. Un goulot d'étranglement a lieu au niveau de l'offre lorsque les entreprises n'arrivent plus à suivre la cadence de la production. 

## Histoire
La crise économique liée à la pandémie de Covid-19 a donné lieu à des goulots d'étranglement. Dès lors que la croissance a repris en 2021, les pics de demande ont conduit à l'augmentation brutale de la production. Cela a causé un allongement des délais de production. Les chocs d'offre ont contribué à hauteur de 62% à l'allongement des délais de livraison entre janvier 2020 et décembre 2021, contre 36% en moyenne pour les chocs de demande.